# تیپ ۴۵ تکاور
تیپ ۴۵ تکاور یا تیپ ۴۵ نیرومخصوص واکنش سریع از تیپ‌‌های تکاوری نیروی زمینی ارتش جمهوری اسلامی ایران است، که ستاد فرماندهی آن در شهر شوشتر، استان خوزستان مستقر می‌باشد. استعداد این تیپ بالغ بر ۳ هزار نفر می‌باشد و نیروهای آن دوره‌های چتربازی، غواصی، تکاور، رهایی گروگان، عملیات ویژه و تک تیراندازی را سپری می‌کنند. این تیپ در خلال جنگ ایران و عراق از یگان‌های عمل‌کننده نیروی زمینی ارتش بود و در طول جنگ ۱۲۲ نفر از اعضای آن کشته شدند.
تیپ ۴۵ تکاور، یک واحد عمیاتی واکنش سریع است که هرگاه لازم باشد بنابر تدبیر فرماندهی قرارگاه در مرزهای غربی خوزستان حاضر می‌شود. یگان‌های تیپ ۴۵ تکاور از منطقه دهلران تا هویزه مستقر می‌باشند و وضعیت مرزهای جنوبی کشور را تحت اشراف نظامی و امنیتی قرار می‌دهند. هم‌اکنون سرهنگ محمد ابراهیمی فرماندهی تیپ ۴۵ تکاور را برعهده دارد.